# 黯異胎䲁
黯異胎䲁（學名：Heteroclinus tristis），為輻鰭魚綱䲁形目胎䲁科異胎䲁屬的一個種，分布於印度西太平洋澳洲南部海域，深度可達10公尺，本魚體延長且側扁，眼眶上有細觸鬚，鼻孔有分支觸鬚，體淡黃色至紅色或棕色，通常帶有斑點和條紋的馬賽克圖案，頭部和腹部下部有大的白色斑點，從眼睛到下頜後部有一條深色條紋，鰭上有許多小的透明斑塊，體長可達30公分，棲息在沙底質海草生長水域，以蝦子為食，雌魚產附著性卵，雄魚會守護卵，幼魚為浮游性，生活習性不明。